# Wola Trzydnicka
Wola Trzydnicka – wieś w Polsce położona w województwie lubelskim, w powiecie kraśnickim, w gminie Trzydnik Duży.
W latach 1975–1998 miejscowość administracyjnie należała do województwa tarnobrzeskiego.
Wieś stanowi sołectwo gminy Trzydnik Duży. Według Narodowego Spisu Powszechnego (III 2011 r.) wieś liczyła  mieszkańców.

## Historia
Trzydnicka Wola w wieku XVII nazywana Trzynska Wola wieś w powiecie janowskim gminie Trzydnik, parafii Rzeczyca.
W roku 1676 własność podzielona. Pogłówne płacili tu: Jan Wronowski płacił  od 9 osób dworskich i 42 poddanych, Aleksander Chobrzyński od 14 osób dworskich i 40 poddanych i Rzeczycka od 2 osób (Pawiński, Małop.,41a).